# Józef Pawłowski

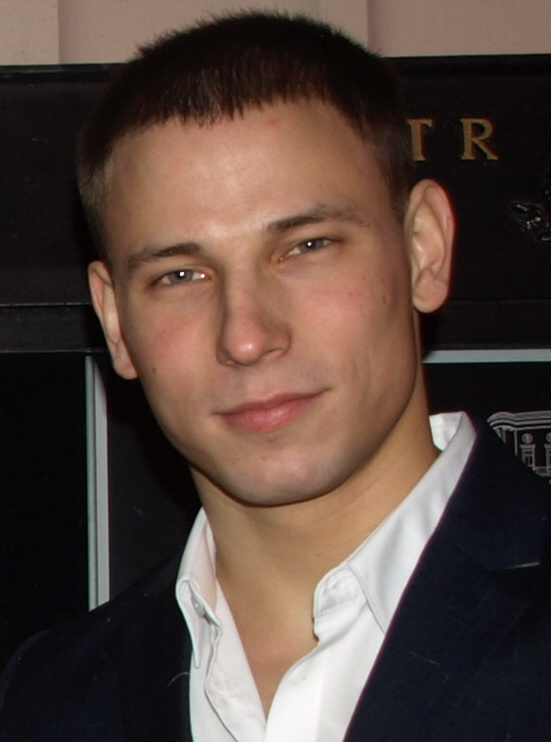
Józef Pawłowski, 2016

Józef Pawłowski (* 29. August 1990 in Nowy Dwór Mazowiecki) ist ein polnischer Schauspieler.

## Filmografie

### Filme
- 2015: Warschau bei Nacht (Warsaw by Night)
- 2014: Warschau ’44 (Miasto '44)
- 2014: Jack Strong
- 2013: Ein Ticket zum Mond (Bilet na księżyc)
- 2013: Wałęsa. Der Mann aus Hoffnung (Wałęsa. Człowiek z nadziei)
- 2017: Bad Day for the Cut
- 2021: Bartkowiak
- 2021: Girls to Buy (Dziewczyny z Dubaju)
- 2025: Kein böser Traum (Tylko jedno spojrzenie)

### Serien
- 2014: Ärzte (Lekarze), Folge 48
- 2014: Die Zeitzeugin (Czas honoru), Folge 57–60
- 2013: Freunde (Przyjaciółki), Folge 33
- 2013: Hotel 52, Folge 38
- 2013: Ein Rezept für das Leben (Przepis na życie), Folge 15–23
- 2011: Vater Matthew (Ojciec Mateusz), Folge 92